# 277 Elvira
277 Elvira је астероид главног астероидног појаса са пречником од приближно 27,19 km.
Афел астероида је на удаљености од 3,140 астрономских јединица (АЈ) од Сунца, а перихел на 2,633 АЈ.
Ексцентрицитет орбите износи 0,087, инклинација (нагиб) орбите у односу на раван еклиптике 1,161 степени, а орбитални период износи 1791,837 дана (4,905 године).
Апсолутна магнитуда астероида је 9,84 а геометријски албедо 0,277.
Астероид је откривен 3. маја 1888. године.